# Mochlus grandisonianus
Mochlus grandisonianus — вид сцинкоподібних ящірок родини сцинкових (Scincidae). Ендемік Сомалі.

## Поширення і екологія
Mochlus grandisonianus відомий лише з двох місцевостей в Сомалі, однак з яких знаходиться поблизу Джарібана в провінції Мудуг, а друга — поблизу Хафуна в провінції Барі.